# Club Atlético Colón 2012-2013

## Rosa
| N. |                      | Ruolo | Calciatore              |
| -- | -------------------- | ----- | ----------------------- |
| 1  | Argentina (bandiera) | P     | Diego Pozo              |
| 12 | Argentina (bandiera) | P     | Andrés Bailo            |
| 21 | Argentina (bandiera) | P     | Marcos Díaz             |
| 2  | Argentina (bandiera) | D     | Maximiliano Caire       |
| 3  | Paraguay (bandiera)  | D     | Salustiano Candia       |
| 6  | Bolivia (bandiera)   | D     | Ronald Raldes           |
| 48 | Colombia (bandiera)  | D     | Humberto Mendoza        |
| 4  | Argentina (bandiera) | D     | Ismael Quílez           |
| 8  | Argentina (bandiera) | D     | Mauro Bellone           |
| 19 | Argentina (bandiera) | D     | Juan Quiroga            |
| 30 | Argentina (bandiera) | D     | Mauricio Valentín Arias |
| 33 | Argentina (bandiera) | D     | Marcelo Goux            |
| 36 | Argentina (bandiera) | D     | Julio Barraza           |
| 40 | Argentina (bandiera) | D     | Santiago Fosgt          |
| 11 | Argentina (bandiera) | C     | Ricardo Gómez           |
| 15 | Argentina (bandiera) | D     | Gabriel Graciani        |
| -  | Paraguay (bandiera)  | C     | Edgar Zaracho           |
| 26 | Argentina (bandiera) | A     | Lucas Mugni             |

| N. |                      | Ruolo | Calciatore          |
| -- | -------------------- | ----- | ------------------- |
| 27 | Argentina (bandiera) | A     | Johann Laureiro     |
| 29 | Argentina (bandiera) | C     | Alfredo Ramírez     |
| 5  | Argentina (bandiera) | C     | Sebastián Prediguer |
| -  | Argentina (bandiera) | C     | Bruno Urribarri     |
| -  | Argentina (bandiera) | C     | Tomás Costa         |
| 17 | Argentina (bandiera) | A     | Santiago Soto       |
| 18 | Argentina (bandiera) | A     | Facundo Curuchet    |
| 20 | Argentina (bandiera) | A     | Esteban Fuertes     |
| 22 | Argentina (bandiera) | A     | Germán Lesman       |
| 24 | Argentina (bandiera) | A     | Carlos Luque        |
| 25 | Argentina (bandiera) | A     | Martín Comachi      |
| 31 | Argentina (bandiera) | A     | Jonatan Bauman      |
| 7  | Argentina (bandiera) | A     | Federico Higuaín    |
|    | Argentina (bandiera) | A     | Germán Cano         |
|    | Argentina (bandiera) | A     | Leandro González    |
|    | Argentina (bandiera) | D     | Mauricio Romero     |
|    | Argentina (bandiera) | D     | Lucas Landa         |
|    | Uruguay (bandiera)   | D     | Gerardo Alcoba      |